# Hellmut Lange
Hellmut Lange (Berlijn, 19 januari 1923 - aldaar, 13 januari 2011) was een Duitse (stem)acteur en tv-presentator.

## Jeugd en opleiding
Hellmut Lange werd in Berlijn geboren als zoon van de ambtenaar Wilhelm Lange en zijn echtgenote Emmy Lange-Holscher en groeide daar ook op. Hij sprak al in 1936 als 13-jarige kinderrollen bij de Berliner Rundfunk. Op 18-jarige leeftijd werd hij tijdens de Tweede Wereldoorlog voor de marine opgeroepen en kreeg na drie oorlogsjaren het commando toegewezen van een mijnenveger. Van 1946 tot 1948 voltooide hij een acteurs-opleiding in Hannover. 

## Carrière

### Als toneelacteur
In 1948 volgde de eerste verbintenis bij het Junge Theater in München. In de vroege jaren 1950 speelde hij op een podium in Stuttgart Old Shatterhand, samen met Sigurd Fitzek, die het opperhoofd Winnetou speelde.

### Als filmacteur
In 1958 debuteerde hij als filmacteur en werd al snel een populaire film- en televisie-acteur. In 1961 speelde hij de hoofdrol in de Edgar Wallace-film Der Fälscher von London. In het daarop volgende jaar speelde hij ook een van de hoofdrollen in Das Halstuch van Francis Durbridge. Hij was vaak te zien als wetsdienaar, politieagent of privédetective, maar ook als commissaris in de serie Stahlnetz, als privédetective John Kling in de tv-serie John Klings Abenteuer, als de advocaat Dr. Simmet in de tv-serie Privatdetectiv Frank Kross en als commissaris Toffer, vriend en wederhelft van Klaus Löwitsch in de ARD-serie Hafendetectiv. Bovendien speelde Lange ook in de Hollywood-productie Patton-Rebell in Uniform, in de familieserie Rivalen der Rennbahn en in Der Landarzt.
Uitzonderlijke bekendheid kreeg hij met de rol van de trapper Nathaniel Bumppo in de vierdelige tv-serie Die Lederstrumpferzählingen van James Fenimore Cooper.

## Verdere activiteiten
Van 1971 tot 1981 presenteerde hij de ARD-quiz Kennen Sie Kino?. Hij was redacteur bij het filmtijdschrift Cinema, waarvoor hij artikels schreef voor een gelijknamige rubriek. Tussen 1952 en 1960 was hij als spreker en regisseur werkzaam voor radioprogramma's van Radio Bremen. Ook was hij stemacteur in commerciële hoorspelen, voornamelijk in het avonturengenre, waaronder in Der Wildtöter (1970 en 1975) van Konrad Halver.
Sinds 1962 was hij dankzij zijn markante stem vaak als stemacteur actief voor onder andere Richard Harris (Man in the Wilderness), Charlton Heston (Die Schlacht um Midway), Paul Newman (Mr. & Mrs. Bridge), Roy Scheider (Blue Thunder, 2010: The Year We Make Contact en The Russia House) en Donald Sutherland (Bear Island). Zijn laatste grote optreden was in de film Fähre in den Tod (1995).

## Privéleven en overlijden
Lange trouwde in 1958 met de uit Bremen-Vegesack afkomstige lerares Ingrid, met wie hij drie kinderen had, dochter Katherina en de zoons Tobias en Jonas, welke laatste op driejarige leeftijd verdronk tijdens het vissen. Ze woonden jarenlang in Leuchtenburg, gemeente Schwanewede, bij Bremen. Vanaf oktober 2009 werd bekend, dat hij leed aan dementie. Hij overleed op 13 januari 2011 op 87-jarige leeftijd in Berlijn en werd bijgezet op het Südwest-kerkhof in Stahnsdorf-Brandenburg.

## Filmografie
- 1958: Stahlnetz – Mordfall Oberhausen (televisieserie)
- 1961: Der Fälscher von London
- 1961: Camp der Verdammten
- 1961: Der Mann von drüben (televisiefilm)
- 1961: Lebensborn
- 1961: Anruf am Abend (tv-film)
- 1961: Johnny Belinda (televisiefilm)
- 1962: Laura (tv-film)
- 1962: Das Halstuch (televisie-meerdeler, 4 afleveringen)
- 1962: Barras heute
- 1963: Die fünfte Kolonne – Das gelbe Paket
- 1963: Mord in Rio
- 1963: Ein Mann im schönsten Alter
- 1963: Der schlechte Soldat Smith (televisiefilm)
- 1964: Lydia muss sterben (televisiefilm)
- 1964: Stahlnetz – Strandkorb 421 (televisieserie)
- 1964: Slim Callaghan greift ein – Einladung zum Mord (televisieserie)
- 1964: Die letzte Folge (televisiefilm)
- 1965: Serenade für zwei Spione
- 1965: Die fünfte Kolonne – Zwielicht (televisieserie)
- 1965: John Klings Abenteuer (televisieserie, 26 afleveringen)
- 1965: Stahlnetz – Der fünfte Mann
- 1965: 4 Schlüssel
- 1965: Der Sündenbock (televisiefilm)
- 1966: Die Ermittlung
- 1966: Stahlnetz - Der fünfte Mann (televisieserie)
- 1966: Zwei Girls vom Roten Stern
- 1966: Im Nest der gelben Viper – Das FBI schlägt zu
- 1966: Die Schatzinsel (verteller)
- 1967: Mädchen, Mädchen
- 1967: Liebesnächte in der Taiga
- 1967: La blonde de Pékin
- 1968: Von Mäusen und Menschen
- 1969: Das Rätsel von Piskov
- 1969-1972: Salto Mortale (televisieserie, 18 afleveringen)
- 1969: Die Kuba-Krise 1962 (televisiefilm)
- 1969: Die Lederstrumpferzählungen
  - Deel 1: Der Wildtöter (Vînătorul de cerbi)
  - Deel 2: Der letzte Mohikaner
  - Deel 3: Das Fort am Biberfluss
  - Deel 4: Die Prärie
- 1969–1970: John Klings Abenteuer, 2e seizoen
- 1970: Patton – Rebell in Uniform
- 1971: Glückspilze
- 1971–1981: Kennen Sie Kino? (quizprogramma)
- 1972: Privatdetektiv Frank Kross (televisieserie, 4 afleveringen)
- 1972: Merkwürdige Geschichten - Ein Schatten seiner selbst (televisieserie)
- 1972: Der Kommissar – Blinde Spiele (televisieserie)
- 1973: Hamburg Transit - Der Doppelgänger (televisieserie)
- 1973: Zwischen den Flügen (televisieserie)
- 1974: Der kleine Doktor – Das Mädchen in Himmelblau (televisieserie)
- 1974: Motiv Liebe - Scheidungsabsichten (televisieserie)
- 1975: Eurogang (televisieserie, 6 afleveringen)
- 1977: Das Gesetz des Clans
- 1977: Hitler, ein Film aus Deutschland
- 1978: Der Alte – Nachtmusik (televisieserie)
- 1980: Drei Damen vom Grill (televisieserie, 5 afleveringen)
- 1981: Die Laurents – Geschichte einer Berliner Hugenottenfamilie (televisieserie, 3 afleveringen)
- 1982: Manni, der Libero (televisieserie, 9 afleveringen)
- 1983: Tatort – Der Schläfer (televisieserie)
- 1983: Mandara (televisieserie, 7 afleveringen)
- 1983: Die fünfte Jahreszeit (televisieserie, 3 afleveringen)
- 1984: Turf (televisieserie)
- 1986: Médecins de nuit (televisieserie, 5 afleveringen)
- 1987: Hafendetektiv (televisieserie, 13 afleveringen)
- 1989: Rivalen der Rennbahn (televisieserie, 11 afleveringen)
- 1991: Der Landarzt (televisieserie, 2 afleveringen)
- 1992: Wiedersehen in Kanada (televisiefilm)
- 1994: Der Nelkenkönig (televisieserie)
- 1995: Ein unvergeßliches Wochenende - In Kanada (televisieserie)
- 1996: Fähre in den Tod (televisiefilm)

- Gemeinsame Normdatei: 121601889
- International Standard Name Identifier: 0000 0000 1292 6207
- Library of Congress Control Number: no2006037120
- MusicBrainz: a429b838-96f6-4e38-a5ac-393665c68f80
- Système universitaire de documentation: 191402052
- Virtual International Authority File: 77175878